# Love, Peace & Nappiness
Love, Peace & Nappiness – drugi album amerykańskiej grupy muzycznej The Lost Boyz

## Lista utworów
| Nr | Tytuł                                  | Producent                                       | Występujący                                            |
| -- | -------------------------------------- | ----------------------------------------------- | ------------------------------------------------------ |
| 1  | "Intro"                                | Bink Dawg, Charles Suitt                        |                                                        |
| 2  | "Summer Time"                          | Tim Dawg, Terence Dudley                        | Mr. Cheeks, Freaky Tah                                 |
| 3  | "Me & My Crazy World"                  | Ron G                                           | Mr. Cheeks, Freaky Tah                                 |
| 4  | "Beasts From The East"                 | Beasts From The East                            | Mr. Cheeks, A+, Redman, Canibus                        |
| 5  | "Love, Peace & Nappiness"              | Mr. Sexxx                                       | Mr. Cheeks, Freaky Tah, King Keiwanee, Da Blak Pharaoh |
| 6  | "Black Hoodies [Interlude]"            | Charles Suitt                                   | Aarian Pope- Punter                                    |
| 7  | "So Love"                              | Ike Lee III Phatoons Inc.                       | Mr. Cheeks                                             |
| 8  | "My Crew"                              | Easy Mo Bee                                     | Mr. Cheeks, A+, Canibus                                |
| 9  | "What's Wrong"                         | Tim Dawg, Terence Dudley                        | Mr. Cheeks, Freaky Tah                                 |
| 10 | "Certain Things We Do"                 | Ron G                                           | Mr. Cheeks, Freaky Tah                                 |
| 11 | "Games"                                | Mr. Sexxx                                       | Mr. Cheeks, Lovebug Starski                            |
| 12 | "Get Your Hustle On"                   | Glenn S.O.N. Faide, DJ Rob Alphonse, Pito Jones | Freaky Tah                                             |
| 13 | "Tight Situations"                     | Bink Dawg                                       | Mr. Cheeks, Freaky Tah, Queens Most Wanted             |
| 14 | "Day 1"                                | Bink Dawg                                       | Mr. Cheeks, Freaky Tah                                 |
| 15 | "Why"                                  | Glenn S.O.N. Faide, Charles Suitt               | Mr. Cheeks, Freaky Tah                                 |
| 16 | "From My Family To Yours [Dedication]" | Bink Dawg                                       | Mr. Cheeks, Freaky Tah, Queens Most Wanted             |

## Użyte sample
- "So Love" 
  - I-Level - "Give Me"
- "Beasts From the East" 
  - Bob James - "One Loving Night"
- "Games" 
  - Sweet G - "Games People Play"
- "Love, Peace & Nappiness" 
  - Slick Rick - "Hey Young World"